# James Graham, 3. vévoda z Montrose
James Graham, 3. vévoda z Montrose (James Graham, 3rd Duke of Montrose, 6th Marquess of Montrose, 3rd Marques of Graham and Buchanan, 10th Earl of Montrose, 6th Earl of Kincardine, 3rd Earl Graham of Belford, 3rd Viscount Dundaff, 13th Baron Graham, 6th Baron Mugdock, 3rd Baron Aberruthven, 3rd Baron Graham of Belford) (8. února 1755 – 30. prosince 1836, Londýn, Anglie) byl britský politik a dvořan z významné šlechtické rodiny. Od mládí se uplatňoval v politice, v roce 1790 jako dědic rodových titulů vstoupil do Sněmovny lordů. Zastával několik funkcí ve vládě, mimo jiné byl ministrem obchodu (1804–1806). Dlouhodobě se uplatňoval u královského dvora, kde byl nejvyšším štolbou a nejvyšším komořím, přes padesát let zastával řadu čestných funkcí v rodném Skotsku. V roce 1812 získal Podvazkový řád.

## Životopis

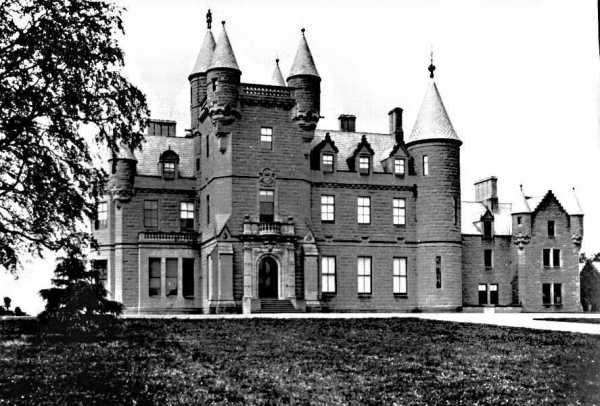
Bývalé hlavní rodové sídlo Buchanan Castle ve Skotsku

Pocházel z významné skotské šlechty, narodil se jako jediný syn Williama Grahama, 2. vévody z Montrose (1712–1790), a Lucy Mannersové (1717-1788), dcery 2. vévody z Rutlandu. Studoval v Etonu a Cambridge, poté absolvoval kavalírskou cestu. V letech 1780–1790 byl členem Dolní sněmovny, kde se připojil ke straně toryů a patřil k významným parlamentním řečníkům ke skotským tématům. Byl aktivním stoupencem premiéra Williama Pitta, což mu umožnilo brzy vstoupit do vládních úřadů. V letech 1783–1789 byl lordem pokladu a poté v letech 1789–1790 viceprezidentem úřadu pro obchod a náměstkem generálního intendanta armády, zároveň byl mluvčím ministerstva obchodu v Dolní sněmovně a od roku 1789 členem britské Tajné rady. Po otci zdědil v roce 1790 celkem dvanáct šlechtických titulů a stal se členem Sněmovny lordů (do té doby jako otcův dědic užíval titul markýz Graham, v Horní sněmovně zasedal s britským titulem hraběte Grahama z Belfordu, protože vyšší vévodský titul z Montrose platil pouze pro Skotsko). Kvůli správě rodového majetku ve Skotsku opustil důležité funkce, ale v Pittově vládě setrval jako nejvyšší štolba (1790–1795). V roce 1795 dočasně odešel do Skotska, aby se věnoval správě majetku a výkonu řady funkcí, hodnost nejvyššího štolby po něm převzal 10. hrabě z Westmorlandu. Do konce Pittovy vlády si ve státní správě ponechal jen funkci komisaře kontrolního úřadu Východoindické společnosti (1791–1803). Ve druhé Pittově vládě se stal ministrem obchodu (President of the Board of Trade) a zároveň generálním poštmistrem (1804–1806), poté byl krátce v opozici a po jmenování Portlandovy vlády obdržel znovu dvorský úřad nejvyššího štolby (1807–1821). V letech 1821–1827 a 1828–1830 byl lordem nejvyšším komořím Spojeného království, poté odešel do soukromí.
Kromě vysokých vládních úřadů a dvorských funkcí zastával řadu dalších čestných postů. Od roku 1781 až do smrti byl kancléřem univerzity v Glasgow. Po úmrtí bývalého ministra zahraničí 2. hraběte z Mansfieldu převzal v roce 1796 úřad lorda nejvyššího sudího ve Skotsku a zastával jej taktéž až do své smrti. Kromě toho byl lordem místodržitelem v několika skotských hrabstvích (Huntingdon 1790–1793, Stirling 1795–1836, Dumbarton 1813–1836). V roce 1793 získal Řád bodláku a nakonec v roce 1812 obdržel Podvazkový řád.

## Rodina
Poprvé se oženil v roce 1785 s Jemimou Ashburnham (1762–1786), dcerou vlivného dvořana 2. hraběte Ashburnhama, která zemřela o rok později při porodu. Jeho druhou manželkou se v roce 1790 stala Caroline Montagu (1770–1847), dcera 4. vévody z Manchesteru. Z tohoto manželství pocházelo šest dětí, čtyři dcery a dva synové. Dědicem titulů byl starší syn James Graham, 4. vévoda z Montrose (1799–1874), který byl v různých funkcích členem několika konzervativních vlád a v letech 1852–1853 také lordem nejvyšším hofmistrem. Mladší syn lord Montagu Graham (1807–1878) byl několikrát poslancem Dolní sněmovny. Dcera Georgiana (1791–1835) byla manželkou 10. hraběte z Winchilsey z rodu Finchů, další dcera Lucy (1793-1875) se provdala za 2. hraběte z Powisu z rodu Herbertů.